# Kuala Lumpur Composite Index
Le Kuala Lumpur Composite Index (KLCI) est un indice boursier de la bourse de Kuala Lumpur. Il a été créé en 1986.

## Corrélation avec les autres bourses
Les performances annuelles de l'indice KLCI se sont rapprochées de celles du Dow Jones, du DAX, du CAC 40 et du Footsie, les grands marchés boursiers étant de plus en plus dépendants les uns des autres depuis une quinzaine d'années.

## Composition
Au 19 août 2011, le KLCI se composait des titres suivants:
| Symbole   | Société                               | Secteur | Poids indiciel             |
| --------- | ------------------------------------- | ------- | -------------------------- |
| AMM MK    | AMMB Holdings                         | 3.02 %  | Finance                    |
| AXIATA MK | Axiata                                | 6.61 %  | Télécommunications         |
| ROTH MK   | British American Tobacco Malaysia     | 1.35 %  | Consommation non cyclique  |
| CIMB MK   | CIMB                                  | 9.22 %  | Finance                    |
| DIGI MK   | Digicom                               | 3.63 %  | Télécommunications         |
| GAM MK    | Gamuda                                | 1.39 %  | Industrie                  |
| GENT MK   | Genting                               | 5.61 %  | Consommation cyclique      |
| GENM MK   | Genting Malaysia                      | 2.19 %  | Consommation cyclique      |
| HLBK MK   | Hong Leong Bank                       | 1.71 %  | Finance                    |
| HLFG MK   | Hong Leong Financial Group            | 0.8 %   | Finance                    |
| IOI MK    | IOI Corp                              | 4.53 %  | Consommation non cyclique  |
| KLK MK    | Kuala Lumpur Kepong                   | 2.39 %  | Consommation non cyclique  |
| MAY MK    | Malayan Banking                       | 10.1 %  | Finance                    |
| MMHE MK   | Malaysia Marine and Heavy Engineering | 0.65 %  | Industrie                  |
| MAXIS MK  | Maxis Communications                  | 2.51 %  | Télécommunications         |
| MISC MK   | MISC Berhad                           | 2.65 %  | Industrie                  |
| MMC MK    | MMC Corp                              | 0.68 %  | Industrie                  |
| PCHEM MK  | Petronas Chemicals Group              | 4.27 %  | Matériaux                  |
| PETD MK   | Petronas Dagangan                     | 1.08 %  | Énergie                    |
| PTG MK    | Petronas Gas                          | 2.23 %  | Services aux collectivités |
| PLUS MK   | PLUS Expressways                      | 1.83 %  | Industrie                  |
| PEP MK    | PPB Group                             | 2.13 %  | Consommation non cyclique  |
| PBK MK    | Public Bank                           | 9.55 %  | Finance                    |
| RHBC MK   | RHB Capital                           | 0.82 %  | Finance                    |
| SIME MK   | Sime Darby                            | 8.26 %  | Industrie                  |
| T MK      | Telekom Malaysia                      | 2.27 %  | Télécommunications         |
| TNB MK    | Tenaga Nasional                       | 4.69 %  | Services aux collectivités |
| UMWH MK   | UMW Holdings                          | 1.31 %  | Consommation cyclique      |
| YTL MK    | YTL Corp                              | 1.34 %  | Services aux collectivités |
| YTLP MK   | YTL Power International               | 1.18 %  | Services aux collectivités |